# St. Laurentius (Gebesee)

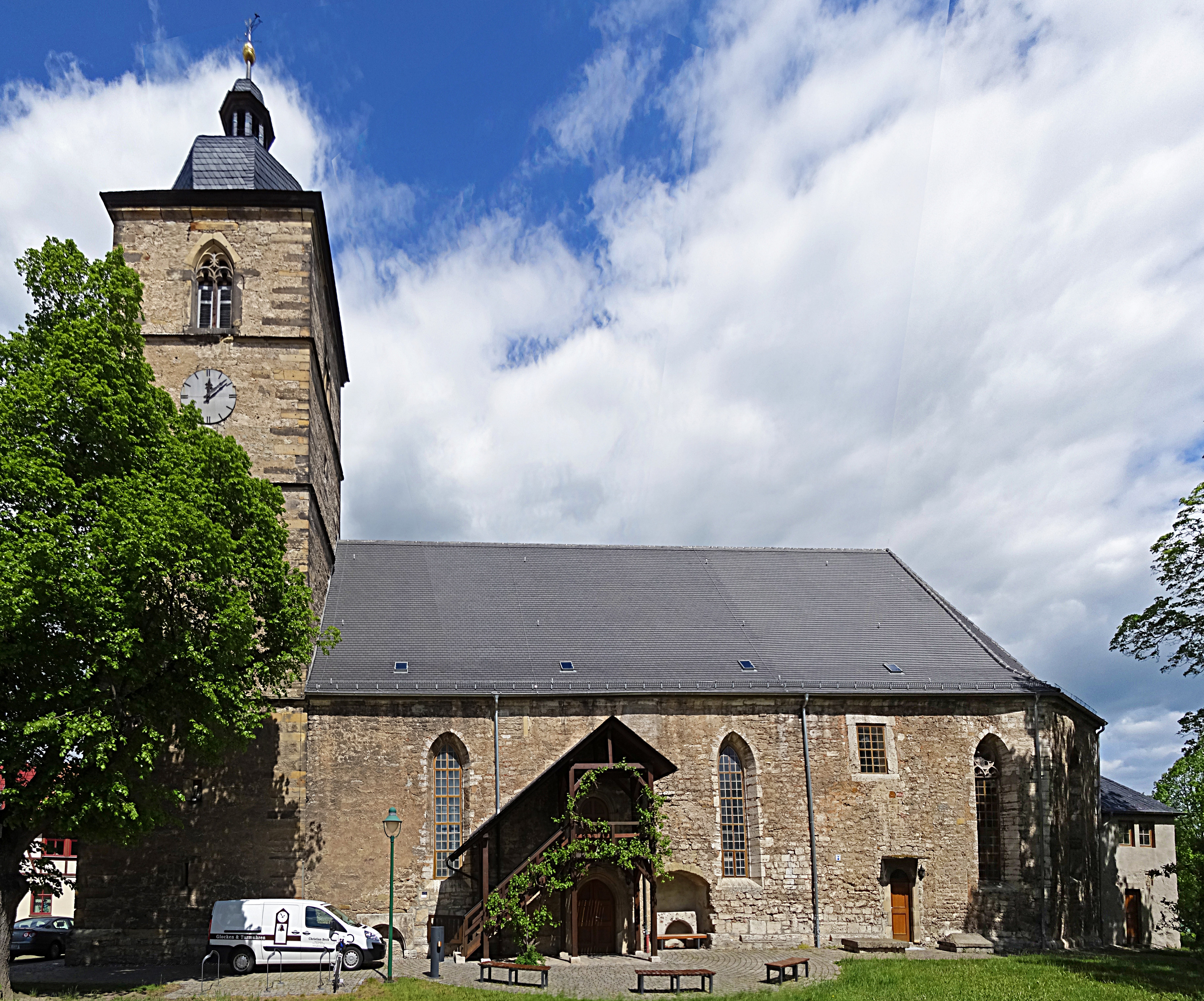
Stadtkirche St. Laurentius

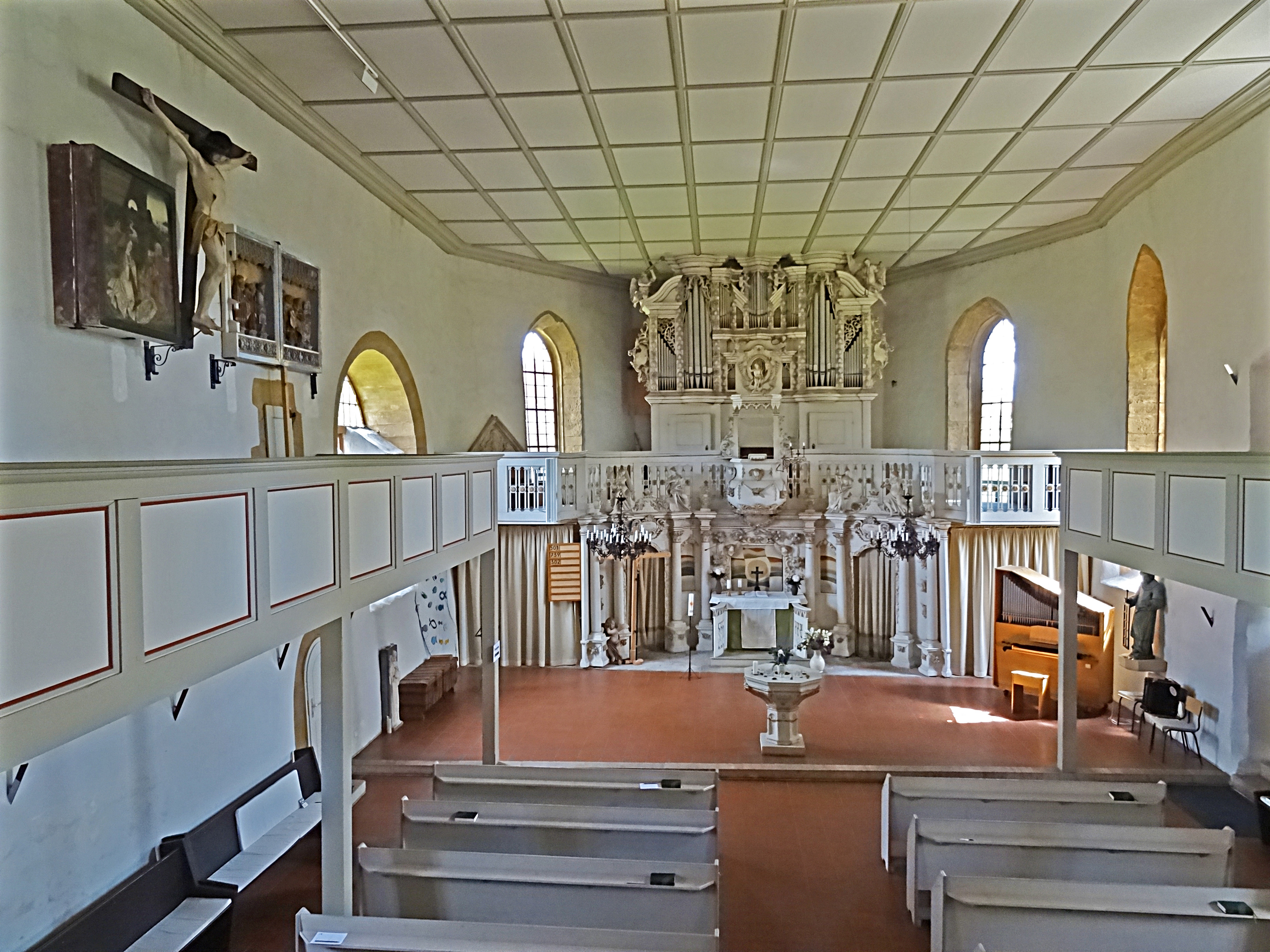
Innenansicht

Die evangelische Kirche St. Laurentius im Ackerbürgerstädtchen Gebesee, Landkreis Sömmerda, in Thüringen in der Unstrutniederung steht zentral am historischen Markt. Sie gehört zum Pfarrbereich Gebesee im Kirchenkreis Erfurt der Evangelischen Kirche in Mitteldeutschland.

## Geschichte
Die stattliche gotische Kleinstadtkirche aus der Zeit von 1406 bis 1456 ragt über die städtischen Wohngebäude hinaus. Um 1700 und 1900 wurden bauliche Veränderungen durchgeführt, wobei unter anderem der Chor nach Osten erweitert wurde. Eine weitere Restaurierung erfolgte in den Jahren zwischen 1980 und 1985, wobei der Innenraum weitgehend verändert wurde. Im Jahr 2013 wurden mit Fördermitteln der Stiftung KIBA das Dach saniert und neu eingedeckt sowie weitere Maßnahmen zum Korrosionsschutz an Eisenteilen durchgeführt. Im Jahr 2017 wurde das Dachtragwerk saniert.
Die Saalkirche ist mit einem dreiseitigen Chorschluss versehen und wird durch Spitzbogenfenster erhellt, die teilweise noch Reste von Maßwerk zeigen, an der Nordseite ist ein Vorhangbogenfenster mit profiliertem Stabwerk zu sehen. Der viergeschossige Turm ist im Erdgeschoss durch ein Kreuzgratgewölbe abgeschlossen, im Obergeschoss sind Kreuzstockfenster und Schallöffnungen mit Maßwerk zu finden, den Abschluss bildet eine geschweifte Haube.

## Kanzelaltar
Der Kanzelaltar von 1728 wurde 1992 restauriert, ist mit plastisch ausgebildetem Blatt- und Fruchtwerk versehen und zeigt über den Durchgängen die Personifikationen von Glaube, Liebe, Hoffnung und Treue. Der Taufstein wurde 1589 von Mauritius Becke geschaffen. Mehrere Heiligenfiguren, Reste eines Flügelaltars und einige Figuren der Kanzel der ehemaligen Friedhofskirche in der Art des Hans Friedemann des Jüngeren von 1635 sind weiter zu erwähnen. Ein Torso einer Pietà wurde gegen Ende des 14. Jahrhunderts geschaffen, eine Figur des heiligen Laurentius zu Anfang des 16. Jahrhunderts. Mehrere Grabsteine des 16. Jahrhunderts sind weiter zu erwähnen, unter anderem derjenige des Philipp von Beichlingen von 1553.

## Orgeln
Die Haupt-Orgel in einem reich verzierten Gehäuse ist ein Werk von Johann Michael Hartung aus dem Jahr 1728 mit ursprünglich 20 (später 18) Registern auf zwei Manualen und Pedal. Die Pfeifen stehen auf rein mechanische Schleifladen.
Das Instrument, zum großen Teil noch im ursprünglichen Zustand, ist seit vielen Jahren unspielbar. 1960 wurde das gesamte Pfeifenwerk um zwei Töne verschoben. Im Sommer 2019 begannen Vorbereitungen für eine Restaurierung, es gibt ein Konzept sowie die Aussicht auf Finanzierung. Als Restaurierungsziel ist der Zustand vor 1869 vorgesehen. Im Jahr 2028 soll die Orgel wieder spielbar sein.
Das Instrument hat derzeit folgende Disposition:
| I Hauptwerk CD–c3 |                |            |
| 1.                | Quintade       | 16′        |
| 2.                | Prinzipal      | 8′         |
| 3.                | Gedackt        | 8′         |
| 4.                | Flöte Travers  | 8′         |
| 5.                | Gambe          | 8′         |
| 6.                | Oktave         | 4′         |
| 7.                | Spitzflöte     | 4′         |
| 8.                | Sesquialter II |            |
| 9.                | Oktave         | 2′         |
| 10.               | Mixtur IV      |            |
|                   | Zimbel III     | [ Anm. 1 ] |

| II Oberwerk CD–c3 |                  |            |
| 11.               | Lieblich Gedackt | 8′         |
| 12.               | Quintatön        | 8′         |
| 13.               | Prinzipal        | 4′         |
| 14.               | Nachthorn        | 4′         |
| 15.               | Oktave           | 2′         |
|                   | Mixtur IV        | [ Anm. 1 ] |

| Pedal CD–c1 |           |     |
| 16.         | Subbaß    | 16′ |
| 17.         | Violonbaß | 16′ |
| 18.         | Oktavbaß  | 8′  |

- Koppel: Pedalkoppel

Anmerkungen
1. 1 2  (nicht mehr vorhanden)

Zur musikalischen Gestaltung der Gottesdienste dienen derzeit ein Orgelpositiv und eine digitale Sakralorgel.

## Turmuhr

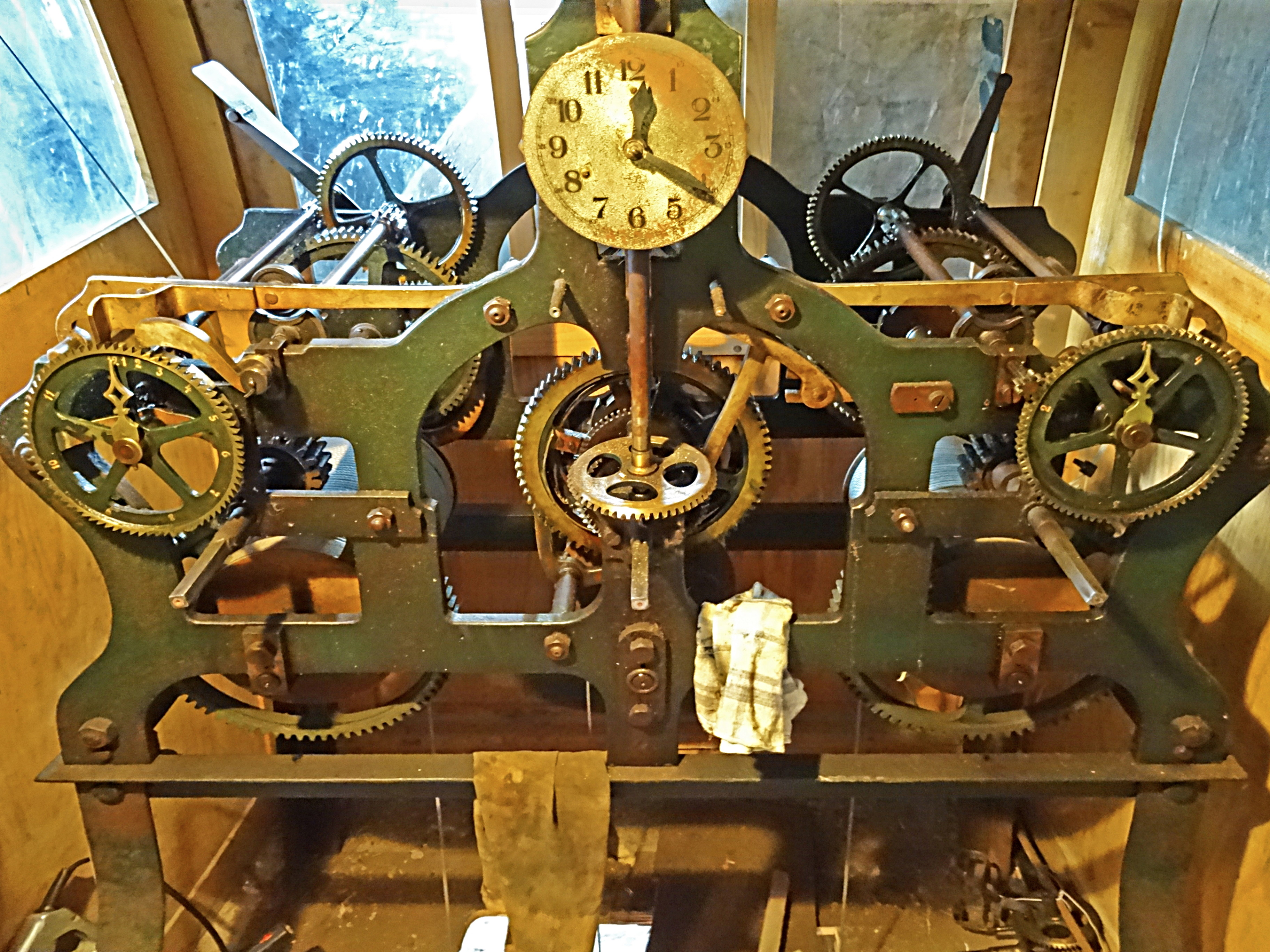
Historisches Turmuhrwerk

Im Turm befindet sich das historische Uhrwerk von Johann Gottfried Eberhardt (Stadtilm) aus dem Jahre 1773.